# Масловский, Павел Алексеевич
Павел Алексеевич Масло́вский (род. 25 декабря 1956, Ленинград) — российский предприниматель, государственный и политический деятель. Наиболее известный как один из основателей и генеральный директор (с 2014 года) Группы Компаний «Петропавловск».
С 19 декабря 2011 по 15 октября 2014 года был членом Совета Федерации от законодательной власти Амурской области.

## Биография
Родился 25 декабря 1956 года в Ленинграде.
В 1979 году окончил Московский авиационно-технологический институт им. К. Э. Циолковского (МАТИ) по специальности «инженер-металлург», в 1982 году защитил кандидатскую диссертацию, получив звание кандидата технических наук. В 1982—1994 годах он был доцентом МАТИ.
В 1993 году вместе с партнерами организовал компанию «Токур-золото», привлекавшую деньги частных лиц для финансирования добычи золота.
В 1994 году объединил команду единомышленников, специалистов в разных областях, и основал ОАО «Покровский рудник», которое затем вошло в состав «Peter Hambro Mining Plc» (с 2008 года — «Petropavlovsk Plc»), совместной компании с британским бизнесменом Питером Хамбро. Также являлся сооснователем «Экспобанка», проданный в 2008 году Barclays. По декабрь 2011 года — председатель совета директоров Petropavlovsk.
Был совладельцом Азиатско-тихоокеанского банка, М2М Прайвет Банка и сети супермаркетов «Азбука вкуса».
В 2004 году являлся доверенным лицом Владимира Путина на выборах президента РФ по Амурской области.
4 декабря 2011 года избран депутатом Законодательного собрания Амурской области по списку от партии «Единая Россия».
Однако уже 19 декабря 2011 года Масловский был избран ЗС Амурской области членом Совета Федерации от законодательной власти региона. В результате этого доли в «Азиатско-тихоокеанском банке», «М2М Прайвет Банке» и «Азбуке вкуса» были переданы сыновьям сенатора Юрию и Алексею. Примерно в этот же период стал почётным президентом компании Petropavlovsk.
С 2012 по октябрь 2014 года являлся почётным президентом компании «Петропавловск».
В октябре 2014 года сложил с себя полномочия сенатора, сославшись на желание вернуться в бизнес и с кризисом внутри «Петропавловска». 21 октября Советом директоров «Петропавловска» назначен генеральным директором компании.
В июле 2017 года Павел Масловский вышел из состава Совета директоров Petropavlovsk PLC и ушёл с должности генерального директора.
29 июня 2018 года после общего ежегодного собрания акционеров компании повторно назначен на должность генерального директора Группы «Петропавловск».
В декабре 2018 года под руководством Павла Масловского «Петропавловск» осуществил масштабный проект по созданию автоклавного производства — Покровского автоклавно-гидрометаллургического комбината (Покровского АГК), — которое позволяет вводить в промышленную эксплуатацию месторождения упорных руд и руд двойной упорности. Новое предприятие вышло на проектные показатели в рекордные для отрасли сроки. В течение последующего года компания нарастила производство золота на 22 % — до 517,3 тысяч унций в 2019 году по сравнению с предыдущим годом.
30 июля 2020 года по итогам годового собрания акционеров Павел Масловский назначен на должность директора по производству Группы «Петропавловск».
В январе 2021 года стало известно, что Павла Масловского, арестованного 25 декабря 2020 года, заключили под стражу по доносу одного из членов совета директоров компании Petropavlovsk — Максима Харина.
20 февраля 2021 года, Тверской суд Москвы продлил срок ареста до 23 мая.
5 декабря 2022 года Басманный суд Москвы приговорил Масловского к 5,5 годам лишения свободы в колонии общего режима.

## Состояние. Нахождение в списке Forbes
В 2006 и 2009 году попадал в список 100 богатейших бизнесменов России по версии русского Forbes. В первом случае он занял 92 место ($ 0,49 млрд.), во втором 76 место ($ 0,5 млрд.).
По состоянию на 2012 год состояние Масловского составляло $ 0,45 млрд, занимая 198 место в списке богатейших бизнесменов России по версии русского Forbes.

## Семья
У Павла Масловского три сына — Юрий, Ярослав и Алексей, которым принадлежат доли в «Petropavlovsk» (7,9 %), «Азбуке вкуса» (свыше 12 %), «Азиатско-Тихоокеанском банке» (16,6 %), «М2М Прайвет банке» (20 %).
Доход семьи в 2012 году составил 267,09 млн руб. (32 место русского Forbes в рейтинге «Власть и деньги: доходы чиновников»).